# Moldavia en el Festival de la Canción de Eurovisión 2021
Moldavia participó en el LXV Festival de la Canción de Eurovisión, celebrado en Róterdam, Países Bajos del 18 al 22 de mayo del 2021, tras la victoria de Duncan Laurence con la canción «Arcade». La Teleradio Moldova (TRM) decidió mantener a la representante de Moldavia de la cancelada edición de 2020, la artista Natalia Gordienco para participar en la edición de 2021, siendo presentada en el mes de marzo la canción «Sugar» con la cual competiría.
Tras clasificarse en 7.ª posición de la semifinal 2 con 179 puntos, Moldavia finalizó en 13.ª posición con una sumatoria de 115 puntos: 53 del jurado profesional y 62 del televoto.

## Historia de Moldavia en el Festival
Moldavia es uno de los últimos países de Europa del Este que recientemente se han unido al festival, debutando en 2005. Desde entonces el país ha concursado en 15 ocasiones. El país rápidamente se convirtió en un habitual finalista, siendo eliminado en semifinales solo en 5 ocasiones. El país se ha clasificado dentro de los 10 mejores del concurso cuatro veces, siendo su mejor resultado una 3.ª posición con el grupo SunStroke Project y la canción «Hey Mamma!» en 2017.
La representante para la edición cancelada de 2020 era la ganadora del tradicional O Melodie pentru Europa Natalia Gordienco con la canción «Prison». En 2019, la cantante Anna Odobescu no logró clasificarse para la final, terminando en 12.ª posición con 85 puntos en la segunda semifinal, con el tema «Stay».

## Representante para Eurovisión

### Elección Interna
Moldavia confirmó su participación en el Festival de la Canción de Eurovisión 2021 con el anuncio de la lista oficial de participantes del concurso. Tras varios rumores en la prensa moldava durante el verano de 2020, La TRM anunció en enero de 2021, que al igual que la haría la mayoría de los países participantes, volvió a seleccionar como representante a la participante elegida para la edición de 2020, la cantante Natalia Gordienco. El 14 de febrero fue desvelado el nombre de la canción «SUGAR». El tema fue descrito como un up tempo de corte pop compuesto por Dimitris Kontopoulos, Philipp Kirkorov, Mikhail Gutseriev y Sharon Vaughn y que guardaba similitudes con «Siren Song», la fallida candidatura ucraniana para Eurovisión en 2019. El tema junto al videoclip oficial se presentó el 4 de marzo.

## En Eurovisión
De acuerdo a las reglas del festival, todos los concursantes inician desde las semifinales, a excepción del anfitrión (en este caso, Países Bajos) y el Big Five compuesto por Alemania, España, Francia, Italia y Reino Unido. La producción del festival decidió respetar el sorteo ya realizado para la edición cancelada de 2020 por lo que se determinó que el país, tendría que participar en la segunda semifinal. En este mismo sorteo, se determinó que participaría en la primera mitad de la semifinal (posiciones 1-9). Semanas después, ya conocidos los artistas y sus respectivas canciones participantes, la producción del programa dio a conocer el orden de actuación, determinando que Moldavia participara en la séptima posición, precedida por Polonia y seguida de Islandia.
Los comentarios para Moldavia tanto para televisión como para radio corrieron por parte de Doina Stimpovschi. El portavoz del jurado profesional moldavo fue Sergey Stepanov «Epic Sax Guy», miembro del grupo SunStroke Project que representaron a Moldavia en el festival de 2010 y 2017.

### Semifinal 2
Natalia Gordienco tomó parte de los primeros ensayos los días 10 y 13 de mayo, así como de los ensayos generales con vestuario de la segunda semifinal los días 19 y 20 de mayo. El ensayo general de la tarde del 19 fue tomado en cuenta por los jurados profesionales para emitir sus votos, que representan el 50% de los puntos. Moldavia se presentó en la posición 7, detrás de Islandia y por delante de Polonia. La actuación moldava fue simple y plana, al uso de varias de las cantantes pop del festival, cantando y bailando sobre una plataforma acompañada de 4 bailarines. Ella vistió un vestido corto con brillos en color plata mientras los bailarines usaron sacos negros abiertos (descubriendo sus pechos) con gafas oscuras. En la pantalla LED aparecían líneas neón en color rosa que después formaban un cubo del mismo color, los cuales se movían en sincronización con el baile que se ejecutaba. Como dato curioso, después del primer estribillo en la gran final, a Natalia se le cayó el micrófono al suelo, provocando que por segundos solo se escucharan los coros pregrabados, sin mayores contratiempos.
Al final del show, Moldavia fue anunciada como uno de los 10 países finalistas. Los resultados revelados una vez terminado el festival, clasificaron a Moldavia en 7.ª posición con 179 puntos, colocándose en 10° lugar en la votación del jurado profesional con 56 puntos, y obteniendo la 4.ª posición en la votación del televoto con 123 puntos.

### Final
Durante la rueda de prensa de los ganadores de la segunda semifinal, se realizó el sorteo en el que se decidió en que mitad participaría cada finalista. Moldavia fue sorteada para participar en la segunda mitad de la final (posiciones 14-26). El orden de actuación revelado durante la madrugada del viernes 21 de mayo, en el que se decidió que Moldavia debía actuar en la posición 14 por delante de España y detrás de Alemania.
Durante la votación final, Moldavia se colocó en 15.ª posición del jurado profesional con 53 puntos, incluyendo la máxima puntuación de los jurados de Bulgaria y Rusia. Posteriormente, se reveló su puntuación en la votación del público: un 12.° lugar con 62 puntos, recibiendo la máxima puntuación de la República Checa y Rumania. La sumatoria total colocaría a Moldavia en la 13.ª posición con 115 puntos.

### Votación

#### Puntuación otorgada a Moldavia

##### Semifinal 2
| Jurado                                                                                    | Jurado             | Jurado                  | Jurado    | Jurado               |
| 12 puntos                                                                                 | 10 puntos          | 8 puntos                | 7 puntos  | 6 puntos             |
| ----------------------------------------------------------------------------------------- | ------------------ | ----------------------- | --------- | -------------------- |
| - Bulgaria - Grecia                                                                       |                    | - San Marino            | - Polonia |                      |
| 5 puntos                                                                                  | 4 puntos           | 3 puntos                | 2 puntos  | 1 punto              |
|                                                                                           | - Letonia - Serbia | - Albania - Reino Unido | - Austria | - Francia            |
| Televoto                                                                                  |                    |                         |           |                      |
| 12 puntos                                                                                 | 10 puntos          | 8 puntos                | 7 puntos  | 6 puntos             |
| - Estonia - Francia - Grecia - Letonia - Portugal - República Checa - San Marino - Serbia | - Albania          |                         | - Polonia | - Austria - Islandia |
| 5 puntos                                                                                  | 4 puntos           | 3 puntos                | 2 puntos  | 1 punto              |
| - Finlandia                                                                               |                    | - España                |           |                      |

##### Final
| Jurado                      | Jurado    | Jurado       | Jurado                         | Jurado       |
| 12 puntos                   | 10 puntos | 8 puntos     | 7 puntos                       | 6 puntos     |
| --------------------------- | --------- | ------------ | ------------------------------ | ------------ |
| - Bulgaria - Rusia          | - Grecia  | - Azerbaiyán |                                | - Rumania    |
| 5 puntos                    | 4 puntos  | 3 puntos     | 2 puntos                       | 1 punto      |
| - San Marino                |           |              |                                |              |
| Televoto                    |           |              |                                |              |
| 12 puntos                   | 10 puntos | 8 puntos     | 7 puntos                       | 6 puntos     |
| - República Checa - Rumania |           | - Portugal   | - Albania - Francia            | - San Marino |
| 5 puntos                    | 4 puntos  | 3 puntos     | 2 puntos                       | 1 punto      |
|                             |           | - Rusia      | - Finlandia - Georgia - Italia | - Azerbaiyán |

#### Puntuación otorgada por Moldavia
| Puntos    | Jurado          | Televoto  |
| --------- | --------------- | --------- |
| 12 puntos | Bulgaria        | Grecia    |
| 10 puntos | San Marino      | Suiza     |
| 8 puntos  | Grecia          | Finlandia |
| 7 puntos  | Suiza           | Polonia   |
| 6 puntos  | Islandia        | Islandia  |
| 5 puntos  | Albania         | Bulgaria  |
| 4 puntos  | Letonia         | Portugal  |
| 3 puntos  | Estonia         | Estonia   |
| 2 puntos  | Portugal        | Albania   |
| 1 punto   | República Checa | Serbia    |

| Puntos    | Jurado     | Televoto   |
| --------- | ---------- | ---------- |
| 12 puntos | Bulgaria   | Rusia      |
| 10 puntos | Rusia      | Ucrania    |
| 8 puntos  | Grecia     | Italia     |
| 7 puntos  | Malta      | Grecia     |
| 6 puntos  | Azerbaiyán | Francia    |
| 5 puntos  | Islandia   | Finlandia  |
| 4 puntos  | Francia    | Suiza      |
| 3 puntos  | Suiza      | Suecia     |
| 2 puntos  | Portugal   | Lituania   |
| 1 punto   | Chipre     | Azerbaiyán |

##### Desglose
El jurado moldavo estuvo compuesto por:
- Ion Catar
- Nelly Ciobanu
- Marina Djundiet
- Dumitru Mitu
- Constantin Moscovici

| Semifinal 2 | Semifinal 2     | Semifinal 2                | Semifinal 2                | Semifinal 2                | Semifinal 2                | Semifinal 2                | Semifinal 2                | Semifinal 2                | Semifinal 2                | Semifinal 2                |
| N.º         | País            | Jurado                     | Jurado                     | Jurado                     | Jurado                     | Jurado                     | Jurado                     | Jurado                     | Televoto                   | Televoto                   |
| N.º         | País            | Jurado A                   | Jurado B                   | Jurado C                   | Jurado D                   | Jurado E                   | Ranking                    | Puntos                     | Ranking                    | Puntos                     |
| ----------- | --------------- | -------------------------- | -------------------------- | -------------------------- | -------------------------- | -------------------------- | -------------------------- | -------------------------- | -------------------------- | -------------------------- |
| 01          | San Marino      | 4                          | 2                          | 3                          | 9                          | 2                          | 2                          | 10                         | 14                         |                            |
| 02          | Estonia         | 3                          | 8                          | 9                          | 12                         | 9                          | 8                          | 3                          | 8                          | 3                          |
| 03          | República Checa | 13                         | 12                         | 7                          | 11                         | 3                          | 10                         | 1                          | 16                         |                            |
| 04          | Grecia          | 5                          | 3                          | 4                          | 2                          | 6                          | 3                          | 8                          | 1                          | 12                         |
| 05          | Austria         | 7                          | 14                         | 8                          | 7                          | 11                         | 12                         |                            | 12                         |                            |
| 06          | Polonia         | 11                         | 7                          | 6                          | 13                         | 8                          | 11                         |                            | 4                          | 7                          |
| 07          | Moldavia        | -------------------------- | -------------------------- | -------------------------- | -------------------------- | -------------------------- | -------------------------- | -------------------------- | -------------------------- | -------------------------- |
| 08          | Islandia        | 8                          | 11                         | 5                          | 1                          | 12                         | 5                          | 6                          | 5                          | 6                          |
| 09          | Serbia          | 9                          | 9                          | 12                         | 14                         | 14                         | 13                         |                            | 10                         | 1                          |
| 10          | Georgia         | 15                         | 16                         | 13                         | 16                         | 16                         | 16                         |                            | 13                         |                            |
| 11          | Albania         | 6                          | 5                          | 10                         | 6                          | 4                          | 6                          | 5                          | 9                          | 2                          |
| 12          | Portugal        | 10                         | 13                         | 15                         | 3                          | 5                          | 9                          | 2                          | 7                          | 4                          |
| 13          | Bulgaria        | 1                          | 1                          | 1                          | 5                          | 1                          | 1                          | 12                         | 6                          | 5                          |
| 14          | Finlandia       | 14                         | 15                         | 16                         | 8                          | 13                         | 15                         |                            | 3                          | 8                          |
| 15          | Letonia         | 12                         | 4                          | 2                          | 15                         | 10                         | 7                          | 4                          | 11                         |                            |
| 16          | Suiza           | 2                          | 6                          | 14                         | 4                          | 7                          | 4                          | 7                          | 2                          | 10                         |
| 17          | Dinamarca       | 16                         | 10                         | 11                         | 10                         | 15                         | 14                         |                            | 15                         |                            |

| Final | Final        | Final                      | Final                      | Final                      | Final                      | Final                      | Final                      | Final                      | Final                      | Final                      |
| N.º   | País         | Jurado                     | Jurado                     | Jurado                     | Jurado                     | Jurado                     | Jurado                     | Jurado                     | Televoto                   | Televoto                   |
| N.º   | País         | Jurado A                   | Jurado B                   | Jurado C                   | Jurado D                   | Jurado E                   | Ranking                    | Puntos                     | Ranking                    | Puntos                     |
| ----- | ------------ | -------------------------- | -------------------------- | -------------------------- | -------------------------- | -------------------------- | -------------------------- | -------------------------- | -------------------------- | -------------------------- |
| 01    | Chipre       | 4                          | 11                         | 14                         | 8                          | 25                         | 10                         | 1                          | 13                         |                            |
| 02    | Albania      | 11                         | 12                         | 17                         | 13                         | 8                          | 14                         |                            | 22                         |                            |
| 03    | Israel       | 14                         | 14                         | 15                         | 21                         | 17                         | 22                         |                            | 18                         |                            |
| 04    | Bélgica      | 22                         | 4                          | 8                          | 16                         | 24                         | 12                         |                            | 20                         |                            |
| 05    | Rusia        | 5                          | 3                          | 2                          | 4                          | 2                          | 2                          | 10                         | 1                          | 12                         |
| 06    | Malta        | 3                          | 13                         | 6                          | 2                          | 11                         | 4                          | 7                          | 14                         |                            |
| 07    | Portugal     | 13                         | 10                         | 12                         | 6                          | 5                          | 9                          | 2                          | 16                         |                            |
| 08    | Serbia       | 12                         | 15                         | 13                         | 19                         | 15                         | 17                         |                            | 21                         |                            |
| 09    | Reino Unido  | 25                         | 16                         | 24                         | 17                         | 20                         | 24                         |                            | 25                         |                            |
| 10    | Grecia       | 6                          | 2                          | 3                          | 5                          | 3                          | 3                          | 8                          | 4                          | 7                          |
| 11    | Suiza        | 7                          | 9                          | 11                         | 10                         | 4                          | 8                          | 3                          | 7                          | 4                          |
| 12    | Islandia     | 15                         | 18                         | 10                         | 1                          | 7                          | 6                          | 5                          | 11                         |                            |
| 13    | España       | 19                         | 19                         | 16                         | 9                          | 19                         | 19                         |                            | 24                         |                            |
| 14    | Moldavia     | -------------------------- | -------------------------- | -------------------------- | -------------------------- | -------------------------- | -------------------------- | -------------------------- | -------------------------- | -------------------------- |
| 15    | Alemania     | 16                         | 20                         | 25                         | 11                         | 13                         | 20                         |                            | 17                         |                            |
| 16    | Finlandia    | 21                         | 21                         | 19                         | 7                          | 23                         | 16                         |                            | 6                          | 5                          |
| 17    | Bulgaria     | 2                          | 1                          | 1                          | 3                          | 1                          | 1                          | 12                         | 12                         |                            |
| 18    | Lituania     | 20                         | 6                          | 23                         | 18                         | 22                         | 15                         |                            | 9                          | 2                          |
| 19    | Ucrania      | 10                         | 7                          | 7                          | 22                         | 12                         | 11                         |                            | 2                          | 10                         |
| 20    | Francia      | 1                          | 8                          | 18                         | 20                         | 9                          | 7                          | 4                          | 5                          | 6                          |
| 21    | Azerbaiyán   | 8                          | 5                          | 4                          | 23                         | 6                          | 5                          | 6                          | 10                         | 1                          |
| 22    | Noruega      | 17                         | 17                         | 22                         | 14                         | 10                         | 18                         |                            | 15                         |                            |
| 23    | Países Bajos | 23                         | 25                         | 21                         | 15                         | 14                         | 23                         |                            | 23                         |                            |
| 24    | Italia       | 18                         | 24                         | 9                          | 25                         | 18                         | 21                         |                            | 3                          | 8                          |
| 25    | Suecia       | 24                         | 23                         | 20                         | 24                         | 21                         | 25                         |                            | 8                          | 3                          |
| 26    | San Marino   | 9                          | 22                         | 5                          | 12                         | 16                         | 13                         |                            | 19                         |                            |